# Alchemilla demissa
Alchemilla demissa é uma espécie de rosácea do gênero Alchemilla, pertencente à família Rosaceae.